# Хунга-Тонга-Хунга-Хаапай
Хунга-Тонга-Хунга-Хаапай — вулканічний острів, розташований приблизно за 30 км на південний схід від підводного вулкану Фонуафу. Територія південно-тихоокеанської держави Королівство Тонга.

## Географія
Вулкан є частиною високоактивної вулканічної дуги островів Тонга-Кермадек, зони субдукції, що тягнеться від північ-північ-сходу Нової Зеландії до Фіджі. Вулкан знаходиться на відстані близько 100 км над дуже активною сейсмічною зоною.

## Хронологія вивержень
- Наприкінці 2014 року було помічено виверження вулкана у Тихому океані в районі держави Тонга. Виверження завершилося у січні 2015 року, і тоді на поверхні океану між двома маленькими островами Хунга Тонга та Хунга Хаапай почала з'являтися нова земля. Наразі третій острів отримав неофіційну назву Хунга-Тонга-Хунга-Хаапай, і на його землю вперше ступили вчені.
- 15 січня 2022 року було повідомлено про виверження вулкану. Склалася загроза цунамі[5]. За шкалою вулканічної активності VEI 5. За попередніми оцінками, хмари попелу піднялися в небо на 20  км, досягнувши завширшки 5 кілометрів[6]. Проте як з'ясувалося пізніше, це виверження стало найпотужнішим у XXI столітті, при цьому стовп попелу досяг стратосфери та піднявся на висоту 58  км, а викликані виверженням атмосферні коливання декілька разів обігнули Землю[7]. На той час, а саме 15 січня 2022 року, консультативний центр вулканічного попелу в Веллінгтоні випустив попередження для авіакомпаній[8]. Ударна хвиля від виверження була чутна навіть на Фіджі, Самоа та в Новій Зеландії. В результаті виверження 15 січня, землетрус магнітудою 4,0 і цунамі заввишки 1,2 метра обрушилися на столицю Тонги Нукуалофа[9]. Тим часом мареографи в Нукуалофі показували, що висота хвиль досягала 1,5-2 метрів[10].

## Галерея
| Світлина з космосу, 2009 року. | Виверження 2014 р. Зображення, що показує підводне виверження в Хунга-Тонга. |  |  |